# 島津綱貴
島津 綱貴（しまづ つなたか）は、江戸時代前期から中期にかけての大名。島津氏20代当主。薩摩藩の第3代藩主。

## 生涯
慶安3年（1650年）10月、2代藩主・島津光久の嫡男である島津綱久の子として誕生。初名は延久（のぶひさ）。寛文7年（1667年）12月25日、父同様、4代将軍・徳川家綱より、「松平」の名字と偏諱を与えられ、綱貴（「松平修理大夫綱貴」）に改名。延宝元年（1673年）、父・綱久が42歳で早世したため、祖父の光久から後継者に指名された。貞享4年（1687年）7月、光久が隠居したため、家督を継ぐ。
家督継承後、薩摩藩は大洪水や大火などの災禍が相次ぎ、治世は多難を極めた。そのうえ、幕命による寛永寺本堂造営の普請手伝い、金銀採掘の手伝いなどを命じられ、薩摩藩の財政は逼迫した。
このように藩政は緊張をはらんだ物であったが、諸大名に辛辣な評価をしたことで知られる史料『土芥寇讎記』では数少ない「今の泰平の世における善将」「領民や藩士から慕われる殿様」として紹介されている。
宝永元年（1704年）9月、芝の江戸藩邸にて死去。享年55。

## その他
現在の鹿児島銘菓「かるかん」の文献上の初出は、綱貴が50歳になった際の祝いの席に献上されたものである。

## 系譜
- 父：島津綱久（1632-1673）
- 母：眞修院殿 - 松平定頼の娘
- 正室：米姫 - 松平信平の娘
- 継室：鶴姫 - 上杉綱憲の養女、吉良義央長女
- 側室：お豊の方 - 家臣江田国重の娘
  - 三男：島津久儔 - 花岡島津家祖
  - 四男：島津忠直（1688-1711） - 島津久治（垂水島津家）の養子
  - 女子：亀姫 - 近衛家久正室
  - 五男：島津久方 - 島津久洪（宮之城島津家）の養子
  - 六男：禰寝清純（1696-1724） - 禰寝清雄
  - 女子：栄、お菟、信解院殿 - 松平定英正室
  - 七男：島津久東 - 島津久当（佐司島津家）の養子
  - 女子：島津久智（島津主鈴家）室
  - 女子：桂久音室
- 側室：お重の方 - 二階堂宣行の娘
  - 長男：島津吉貴（1675-1747） - 薩摩藩四代藩主
  - 次男：菊次郎
- 側室：春窓院、源、清 - 二階堂行格の娘
  - 八男：鍋保丸
  - 九男：島津久福 - 島津久輔（市成島津家）の養子
  - 女子：町田久儔室

## 血筋
- 徳川家康の来孫。綱貴以降の薩摩藩主は家康の血を引いている。この他、池田家や久松松平家の血を引いていることから島津家から池田、松平両家に養子が送られる理由となった。時代劇では徳川家との血縁から幕府に忠誠心を持つ名君という役で度々登場する。
徳川家康―督姫（池田輝政室）―茶々姫（京極高広室）―養仙院（松平定頼室）―真修院（島津綱久室）―島津綱貴